# Salvador Sunyer i Aimeric
Salvador Sunyer i Aimeric (Salt, Gironès, 1 de febrer de 1924 - 9 de juny de 2017) fou un escriptor i polític català.

## Biografia
Va estudiar el batxillerat elemental, però amb catorze anys deixà l'escola i començà a treballar com a auxiliar a la Farmàcia Ribes de Girona. Entre 1940 i 1955 treballà en els moviments de joventut d'Acció Catòlica, i el 1959 va dirigir l'Agrupació Estil, espai teatral del Patronat Parroquial Saltenc. El 1964 va fer per correu el curs de professor de català de la Junta Assessora d'Ensenyament de Català (JAEC), vinculada a l'Institut d'Estudis Catalans i va treure els títols elemental i mitjà el 1965.
Un cop va obtenir el títol, va treballar per l'ensenyament del català per tota la província de Girona a tots els àmbits educatius, des de l'Escola Normal de Girona a col·legis privats. Fins a la seva jubilació va treballar en la Cambra de Comerç i Indústria de Girona. Durant la transició democràtica va donar diverses conferències i va publicar nombrosos articles sobre el català i la seva problemàtica en l'ensenyament. Fou fundador i secretari del premi Prudenci Bertrana.
A les eleccions generals espanyoles de 1977 fou escollit senador per la província de Girona amb l'Entesa dels Catalans, però va deixar el càrrec el 2 de gener de 1979. Fou diputat al Parlament de Catalunya pel PSC-PSOE a les eleccions de 1980, alhora que és nomenat membre de la Junta Permanent del Català. També fou escollit alcalde de Salt de 1983 a 1991. El 1986 fou nomenat president del Fons Català de Cooperació al Desenvolupament. El 1994 va rebre la Creu de Sant Jordi. És pare del gestor i productor teatral Salvador Sunyer i Bover.

## Obres
- El gran dia de Girona (1959), cantata escrita en commemoració del 150è aniversari dels Setges de Girona amb música de Francesc Civil i Castellví.
- Magdalena penitent (1975), oratori amb música de Francesc Civil i Castellví.
- Deu fer uns dos mil anys (1993), poesia
- Naturàlia (1995), cantata en homenatge a la coral Saba Nova amb motiu del seu XXVè aniversari, amb música de Miquel Sunyer i Bover.
- A la vora del camí (2002), CCG Edicions. Biografia
- Les deixes del Reremús (2012), CCG Edicions. Poesia